# NGC 4050
NGC 4050 is een balkspiraalstelsel in het sterrenbeeld Raaf. Het hemelobject werd op 31 december 1785 ontdekt door de Duits-Britse astronoom William Herschel.

## Synoniemen
- MCG -3-31-16
- IRAS 12003-1605
- PGC 38049